# ピューリッツァー賞 小説部門
ピューリッツァー賞 小説部門（ピューリッツァーしょう しょうせつぶもん）はピューリッツァー賞の部門のひとつだが、1948年からはフィクション部門と名前が変更された。

## 受賞作一覧
- 1918年　「His Family」：アーネスト・プール
- 1919年　「偉大なるアンバーソン家の人々」：ブース・ターキントン
- 1920年　受賞作なし
- 1921年　「エイジ・オブ・イノセンス」：イーディス・ウォートン
- 1922年　「アリス・アダムス」：ブース・ターキントン
- 1923年　「One of Ours」：ウィラ・キャザー
- 1924年　「The Able McLaughlins」：マーガレット・ウィルソン
- 1925年　「So Big」：エドナ・ファーバー
- 1926年　「ドクターアロースミス」：シンクレア・ルイス
- 1927年　「Early Autumn」：ルイス・ブロムフィールド
- 1928年　「サン・ルイ・レイの橋」：ソーントン・ワイルダー
- 1929年　「スカーレット・シスター・メアリー」：ジュリア・ピーターキン
- 1930年　「笑う少年」：オリヴァー・ラ・ファージ
- 1931年　「Years of Grace」：マーガレット・エアー・バーンズ
- 1932年　「大地」：パール・S・バック
- 1933年　「The Store」：T・S・ストリブリング
- 1934年　「Lamb in His Bosom」：キャロライン・ミラー
- 1935年　「Now in November」：ジョセフィン・ウィンスロー・ジョンソン
- 1936年　「Honey in the Horn」：ハルロド・L・デイヴィス
- 1937年　「風と共に去りぬ」：マーガレット・ミッチェル
- 1938年　「故ジョージ・アプリー」：ジョン・P・マーカンド
- 1939年　「仔鹿物語」：マージョリー・キーナン・ローリングズ
- 1940年　「怒りの葡萄」：ジョン・スタインベック
- 1941年　受賞作なし
- 1942年　「このわれらの生に」：エレン・グラスゴー
- 1943年　「Dragon's teeth」：アプトン・シンクレア
- 1944年　「Journey in the Dark」：マーティン・フレーヴィン
- 1945年　「アダノの鐘」：ジョン・ハーシー
- 1946年　受賞作なし
- 1947年　「すべて王の臣」：ロバート・ペン・ウォーレン